# Broster Broster
Broster Broster, även skrivet som Broster broster, var SR:s och Sveriges Radio-TV:s julkalender 1971 i regi av Lars Lennart Forsberg och efter en idé av Göran Tunström. Detta var första året som serien benämndes julkalender.
Broster, Broster! är en av titlarna i boken Tusen svenska klassiker (2009).

## Handling
Serien handlade om familjen Wikmansson: mamma Linda, pappa Ludde, dottern Agnes, adoptivsonen Bertil och adoptivfarfar. Modern Linda var gravid och den stora frågan i serien var om barnet skulle bli en pojke eller flicka. Babyn i magen kallades "broster", en blandning av bror och syster. Familjen hann också med att kämpa mot miljöförstöring och köphysteri. Det var ont om snö i serien som visserligen utspelade sig i december men eftersom familjen hade fantasi var det ibland sommar och sol.

## Rollista
- Claire Wikholm − Linda
- Carl-Gustaf Lindstedt − Ludde
- Åsa Österman − Agnes
- John King − Bertil
- Rune Lindström − farfar
- Magnus Härenstam − Åskan Åberg
- Hanny Schedin − mamma Åbergskan
- Halvar Björk − brevbäraren Talong[2]
- Carl-Åke Eriksson − direktör Larson-Larson m.fl. roller
- Rune Ek − Mannheimer m.fl. roller

## Avsnitt
1. Luddes hemlighet
2. Den tomma sängen
3. Åskans rekord
4. Den sista bilen
5. Urskogen
6. Cylinderhatten
7. Adoptivfarfar
8. Agnes på heden
9. Lindas BB
10. Talong
11. Gummans syn
12. Bertils problem
13. Tre vise män
14. Bordet i skogen
15. Lussebullen
16. Lucia och Olyckskorparna
17. Den sömniga lanthandlaren
18. Lindas ensamhet
19. Mångubben
20. Baron Svihnläder
21. Kapten Lort och Sjörövar-Larsson
22. Dockan Agnes
23. Spökena
24. Granfoten
25. Agnes och herdarna
26. Linda ska till
27. Brostern[5][6]

## Papperskalender

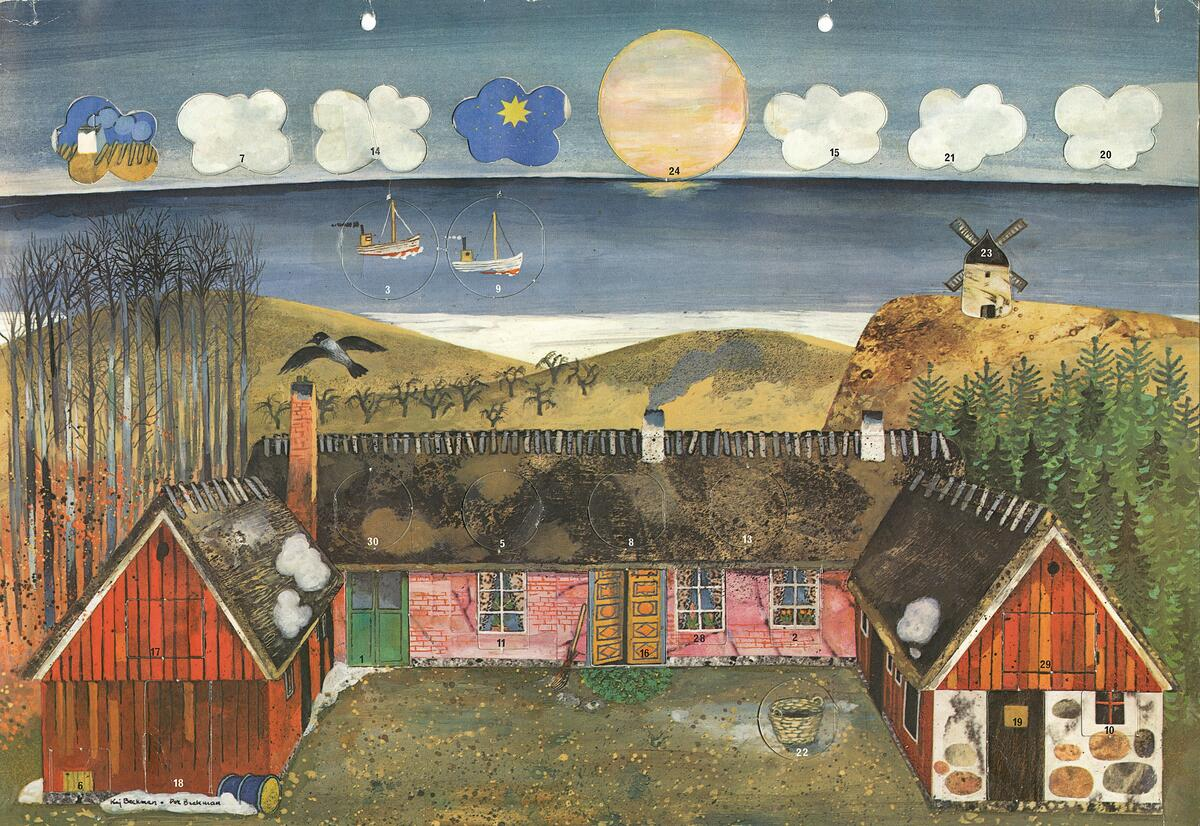
Papperskalender

Årets papperskalender ritades av Kaj och Per Beckman och föreställer en gård på landsbygden med havet i bakgrunden. Luckorna är placerade längs långhuset, på de sju molnen och solen som står uppradade vid horisonten, en fyr och två båtar.

## Mottagande
Den har beskrivits som en av tidernas mest utskällda julkalendrar och kritiken gick bland annat ut på att den var svårbegriplig, handlade för lite om julen och var vänsterpolitisk. Serien har även beskrivits som julevangeliet i 1970-talsversion där figurerna flyttade ut på landet i kampen mot köphysteri och miljöförstöring.
En undersökning i tredje veckan visade att drygt fyrtiotre procent av alla barn i åldern nio till elva år, eller runt 552 000 tittare per avsnitt, såg julkalendern.

### Fotnoter
1. 1 2  ”Broster broster (1971) - SFdb”. https://www.svenskfilmdatabas.se/sv/Item/?type=film&itemid=36291. Läst 7 februari 2023.
2. 1 2 3  Stenudd, Solveig (2004). Teskedsgumman, Pettson, Pelle Svanslös och alla de andra : julkalendern i radio och TV genom tiderna (Ny, utök. version). Sveriges television (SVT). sid. 36-37. ISBN 91-975013-0-1. OCLC 186559284. https://www.worldcat.org/oclc/186559284. Läst 7 februari 2023
3. ↑  Gradvall et al 2009, #324
4. 1 2  Jan Gradvall (1996). TV! Nedslag i Sveriges Televisions historia. Stockholm: Sveriges Radios förlag. ISBN 91-522-1780-9
5. ↑  Enligt programmet förtexter och tidningarnas tablåer.
6. ↑  ”Svensk mediedatabas (SMDB)”. smdb.kb.se. https://smdb.kb.se/catalog/search?q=Broster+Broster&sort=OLDEST. Läst 16 april 2024.
7. ↑   När Var Hur 1999. Bokförlaget DN
8. ↑  Cabot, Caroline (2020). Julkalendern genom tiderna. sid. 52-53. ISBN 978-91-7795-389-0. OCLC 1237997582. https://www.worldcat.org/oclc/1237997582. Läst 7 februari 2023